# Castelrosso (przystanek kolejowy)
Castelrosso (wł. Stazione di Castelrosso) – przystanek kolejowy w Castelrosso, w prowincji Turyn, w regionie Piemont, we Włoszech. Znajduje się na linii Turyn – Mediolan i Chivasso – Alessandria.
Według klasyfikacji RFI ma kategorię brązową.

## Linie kolejowe
- Linia Turyn – Mediolan
- Linia Chivasso – Alessandria